# 吉田拡郎
吉田 拡郎（よしだ かくろう、1982年4月18日 - ）は、岡山県出身の競艇選手。登録番号4166。身長170cm。血液型B型。90期・岡山支部所属。同期に石野貴之、赤坂俊輔、宇野弥生らがいる。

## 来歴
- 2002年5月、児島競艇場でデビュー。
- 2004年10月、地元・児島競艇場で一般競走初優勝。
- 2011年7月、津競艇場でのモーターボート大賞を予選トップ通過し、準優、優勝戦とトップスタートから逃げ切り念願のG2以上初優勝を飾った。
- 2012年12月、丸亀競艇場での4000番台の選手のみで開催されたモーターボート大賞でG2二つ目のタイトル獲得。
- 2014年4月、大村競艇場でのG1開設62周年記念海の王者決定戦において、予選トップ通過から準優勝戦・優勝戦ともイン逃げを決めG1初優勝。
- 2014年7月、丸亀競艇場での第19回オーシャンカップ競走において、予選2位通過から準優勝戦・優勝戦ともイン逃げを決めSG初優勝。

## 獲得タイトル

### SG
- 2014年7月21日、第19回オーシャンカップ （丸亀競艇場）　逃げ

### G1
- 2014年4月14日、開設62周年記念海の王者決定戦 （大村競艇場）　逃げ
- 2017年9月11日、第45回高松宮記念特別競走 （住之江競艇場）　恵まれ
- 2019年6月4日、児島キングカップ開設67周年記念競走（児島競艇場）　逃げ
- 2023年6月6日、オールジャパン竹島特別開設68周年記念競走　(蒲郡競艇場)　差し
- 2024年11月5日、ウェイキーカップ開設70周年記念(多摩川競艇場)　逃げ

### G2
- 2011年7月11日、津モーターボート大賞 （津競艇場）　逃げ
- 2012年12月4日、ドリームユース決戦 丸亀モーターボート大賞 （丸亀競艇場）　逃げ
- 2014年7月10日、宮島モーターボート大賞 （宮島競艇場）　まくり
- 2024年10月20日、第68回結核予防事業協賛 秩父宮妃記念杯(びわこ競艇場)　まくり